# Калининско-Солнцевская линия
Кали́нинско-Со́лнцевская линия (также Кали́нинско-Со́лнцевский диа́метр) — проектируемая линия Московского метрополитена, в состав которой войдут действующие Калининская и Солнцевская линии, а также новый центральный участок, соединяющий их. Длина объединённой линии с 25 станциями от «Аэропорта Внуково» до «Новокосина» составит не менее 47 км, что сделает её самой длинной среди радиальных линий в Московском метрополитене и второй по длине среди всех (после Большой кольцевой).
Определение сроков строительства центрального участка «Третьяковская» — «Деловой центр» длиной 6,124 километра с промежуточными станциями «Волхонка», «Плющиха» и «Дорогомиловская» планировалось после 2023 года, когда завершились работы на Большой кольцевой линии, однако уже 13 сентября 2022 года в правительстве Москвы возобновились обсуждения проекта. 26 декабря 2023 года правительство Москвы объявило о поиске технологий для соединения двух линий, при этом проект не предусмотрен утверждённой программой строительства; он носит полуофициальное наименование «Центральный участок Калининско-Солнцевской линии» (ЦУ КСЛ).
В числе причин задержки начала строительства соединения Калининской и Солнцевской линий называют техническую сложность реализации проекта, заключающуюся в необходимости прокладки тоннеля под центром. Как предполагал институт Генплана Москвы, в случае отсутствия официального отказа от проекта соединения он мог остаться нереализованным в пользу появления МЦД-5, однако впоследствии власти Москвы отказались от МЦД-5.

## История
Планируется, что линия включит три участка: юго-западный «Аэропорт Внуково» — «Деловой центр», центральный «Деловой центр» — «Третьяковская» и восточный «Третьяковская» — «Новокосино».
Строительство первого участка Калининской линии из шести станций длиной 12,2 километра началось в 1975—1979 годах к московской Олимпиаде 1980 года. В 1986 году открыт участок «Марксистская» — «Третьяковская» длиной 1,7 километра. Планировалось также строительство станции у платформы «Реутово» и станции между «Перово» и «Шоссе Энтузиастов», которая должна была быть построена на месте пересечения Перовской улицы, Зелёного проспекта и улицы Плеханова, но эти планы реализованы не были.
В 2010 году принято решение приступить к строительству западного радиуса, проходящего от «Парка Победы» в направлении района Солнцево, который впоследствии должен быть соединён с Калининской линией. Линия получила название Калининско-Солнцевская. Первые станции нового радиуса на перегоне «Парк Победы» — «Деловой Центр» были введены в эксплуатацию в 2014 году. Протяжённость участка составила 3,4 километра. В 2017 году открыт участок «Парк Победы» — «Раменки», его длина составляет 7,3 километра. Участок «Раменки» — «Рассказовка» длиной 15,3 километров с 7 станциями и электродепо «Солнцево» открыт 30 августа 2018 года.
6 сентября 2023 года состоялось открытие нового участка, в сторону аэропорта «Внуково», с двумя станциями — «Пыхтино» и «Аэропорт Внуково». Длина участка составила 4,9 километра.

## Перспективы

### Центральный участок
Станцию «Третьяковская» планировалось соединить с существующей станцией «Деловой центр» после 2023 года. На данном участке планируются промежуточные станции «Волхонка», «Плющиха» и «Дорогомиловская».
В связи с переносом строительства центрального участка линии, неготовностью тупиков за станциями «Деловой центр» Большой кольцевой линии и «Деловой центр» Солнцевской линии к моменту сдачи участка «Парк Победы» — «Раменки», а также неизбежной перегрузкой перегона Арбатско-Покровской линии «Парк Победы» — «Киевская», в конце 2014 года было принято решение временно объединить Солнцевский радиус и северо-западный участок БКЛ со строительством второго соединительного тоннеля между «Парком Победы» и «Шелепихой» (первый соединительный тоннель планировалось построить в качестве ССВ). Поезда, прибывающие на «Шелепиху» со стороны «Петровского парка», по очереди отправлялись на Солнцевский радиус и на станцию «Деловой центр» в соотношении 2:1. С продлением линии до «Рассказовки» соотношение изменилось на 3:1. При этом станция «Деловой центр» Солнцевского радиуса была закрыта до окончания строительства пошёрстного съезда за ней. Повторное открытие станции состоялось 12 декабря 2020 года.
В декабре 2017 года была объявлена закупка на строительство в 2018 году перегонных тоннелей между станциями «Деловой центр» и «Дорогомиловская». По данным закупки строительство планировалось начать одновременно с закрытием станции «Деловой центр».
В начале 2018 года участок «Деловой центр» — «Третьяковская» полностью исчез из планов по строительству метрополитена, несмотря на заявления о том, что строительные работы на центральном участке предполагалось начать в 2021—2022 годах, после замыкания Большой кольцевой линии. В августе 2018 года Марат Хуснуллин подтвердил, что от проекта строительства центрального участка не отказались и что этот вопрос будет решаться после завершения работ на Большой кольцевой линии. Однако 13 марта 2019 года Сергей Собянин на интервью с каналом «ТВ Центр» заявил, что строительство центрального участка не планируется. К этому вопросу могут вернуться после 2023 года после замыкания БКЛ, так как центральный участок заложен в генеральный план Москвы, при этом проект не предусмотрен утверждённой программой строительства.
18 февраля 2020 года заместитель мэра по Градостроительной политике Андрей Бочкарёв заявил, что сейчас изучаются возможности соединения Калининского и Солнцевского радиусов и о проблемах строительства в местах повышенной сложности из-за нестабильного грунта и плотной исторической застройки на поверхности. Он сказал, что центральный участок будет строиться и что тоннелепроходческий комплекс завершит свою работу на «Третьяковской», однако даты начала и конца строительства не уточнил.

## Пересадки
Рядом со станцией «Площадь Ильича» располагается железнодорожная платформа Серп и Молот Горьковского направления МЖД (входит в состав МЦД-4), а недалеко от станции метро «Авиамоторная» находится платформа Авиамоторная Казанского направления МЖД (входит в состав МЦД-3). Также недалеко от станции метро «Шоссе Энтузиастов» располагается станция Шоссе Энтузиастов МЦК, от станций метро «Новогиреево» и «Новокосино» — соответственно платформа Новогиреево (также МЦД-4) и станция Реутово Горьковского направления МЖД.

### Существующие пересадки
| Пересадка на линию            | Со станции             | На станцию             |
| Калининский радиус            | Калининский радиус     | Калининский радиус     |
| ----------------------------- | ---------------------- | ---------------------- |
| Замоскворецкая                | «Третьяковская»        | «Новокузнецкая»        |
| Кольцевая                     | «Марксистская»         | «Таганская»            |
| Калужско-Рижская              | «Третьяковская»        | «Третьяковская»        |
| Таганско-Краснопресненская    | «Марксистская»         | «Таганская»            |
| Люблинско-Дмитровская         | «Площадь Ильича»       | «Римская»              |
| Большая кольцевая             | «Авиамоторная»         | «Авиамоторная»         |
| Московское центральное кольцо | «Шоссе Энтузиастов»    | Шоссе Энтузиастов      |
| Солнцевский радиус            |                        |                        |
| Арбатско-Покровская           | «Парк Победы»          | «Парк Победы»          |
| Филёвская                     | «Деловой центр»        | Деловой центр          |
| Большая кольцевая             | «Мичуринский проспект» | «Мичуринский проспект» |

### Планируемые пересадки
| Пересадка на линию    | Со станции         | На станцию         |
| Солнцевский радиус    | Солнцевский радиус | Солнцевский радиус |
| --------------------- | ------------------ | ------------------ |
| Рублёво-Архангельская | «Деловой центр»    | «Деловой центр»    |
| Центральный участок   |                    |                    |
| Сокольническая        | «Волхонка»         | «Кропоткинская»    |
| Арбатско-Покровская   | «Плющиха»          | «Смоленская»       |